# Achoerodus viridis
Espèce
Statut de conservation UICN

 NT  : Quasi menacé
Achoerodus viridis est un poisson, plus exactement un labridé. Il est perciforme.

## Répartition

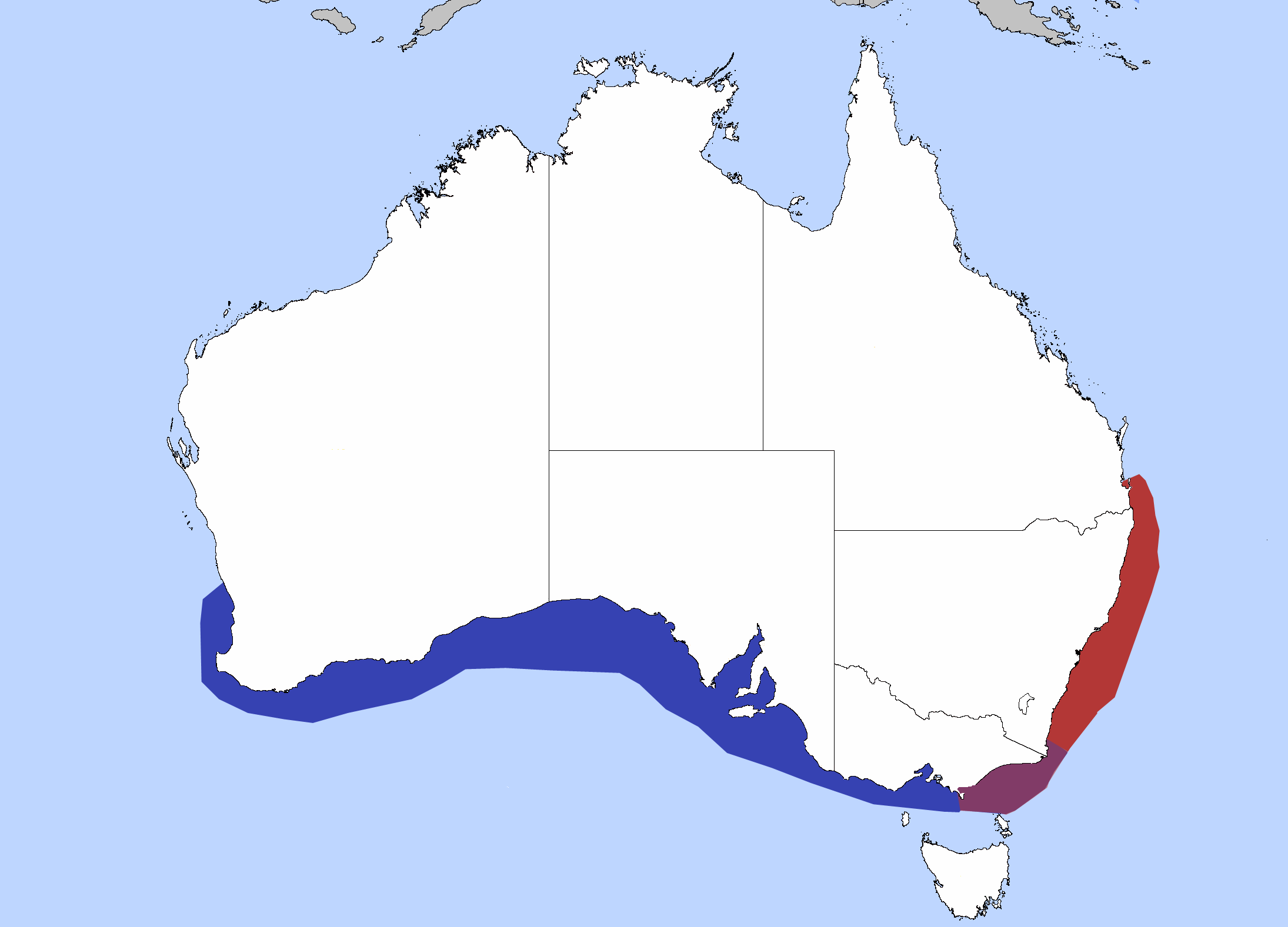
En rouge la répartition mondiale.

L’espèce est présente sur le plateau continentale au sud de la côte est de l'Australie.